# Hans Schüchlin
Hans Schüchlin (geboren um 1430/40 in Ulm; † 1505 in Ulm) war ein bedeutender spätgotischer Maler, der der sogenannten Ulmer Schule zugerechnet wird.

## Leben

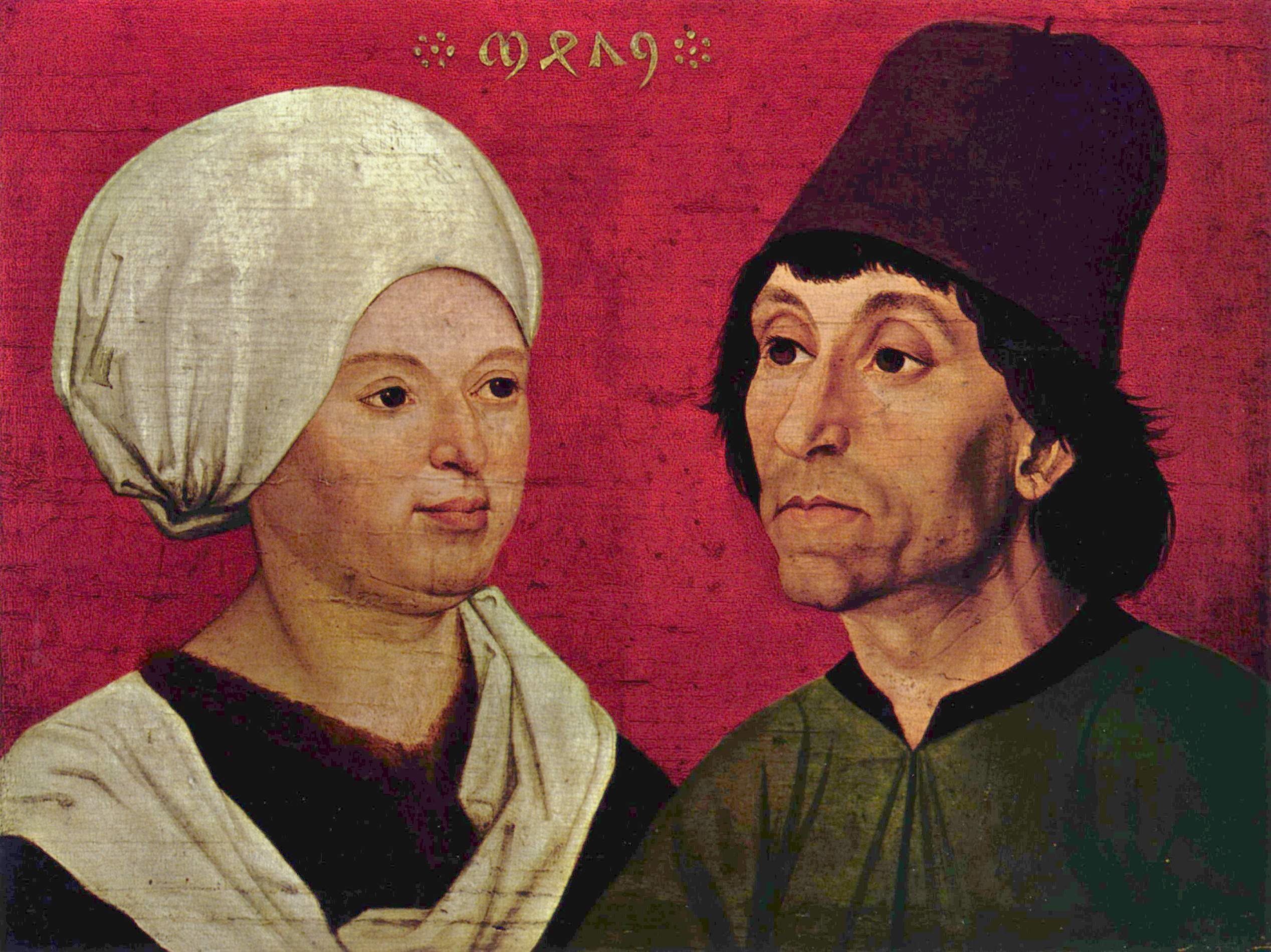
1479, Bildnis eines Ehepaars, München, Bayerisches Nationalmuseum

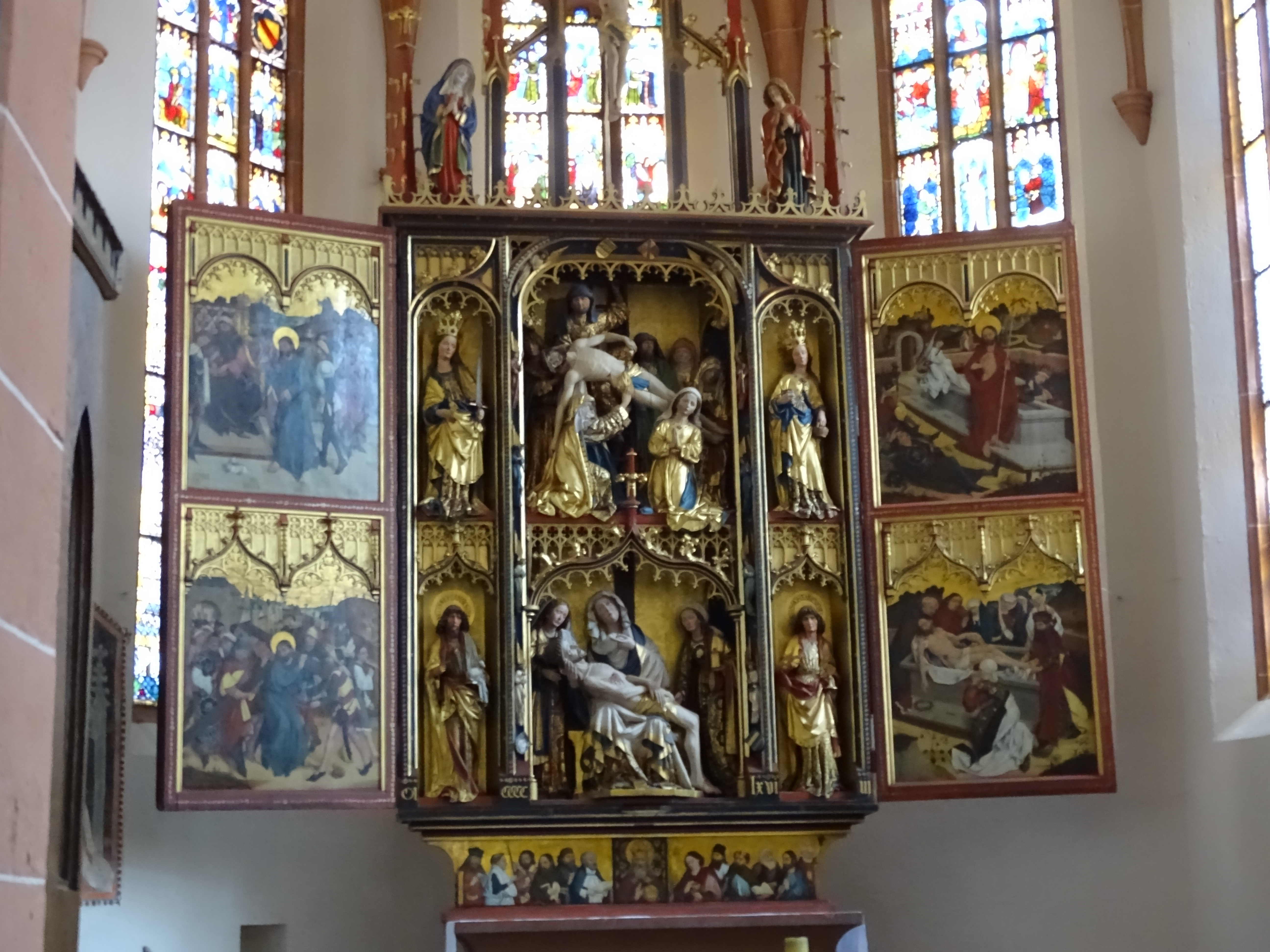
Hochaltar der St.-Magdalena-Kirche in Tiefenbronn (1469)

Man vermutet, dass Schüchlin „der Sohn eines aus Nördlingen zugewanderten Zimmermanns“ gewesen sei. Sein Geburtsjahr in Ulm kann nur in die Jahre um 1430/40 geschätzt werden. Es ist wahrscheinlich, dass er seine erste Ausbildung in der Ulmer Werkstatt des Meisters des Sterzinger Altares erhielt, die mit Hans Multscher in Verbindung stand.
Anschließend ging Schüchlin auf eine Gesellenreise, um seinen Horizont auch überregional zu erweitern. Er erhielt in dieser Phase wichtige künstlerische Impulse in der Nürnberger Werkstatt des Hans Pleydenwurff, bevor er kurz vor 1469 in die Reichsstadt Ulm zurückzog und hier eine eigene Werkstatt einrichtete. Schüchlin wird erstmals kurz vor der Schaffung des Tiefenbronner Hochaltars in Ulm aktenkundig. Dieser Altar ist das einzige Werk, das ihm eindeutig durch seine Signatur zuzuweisen ist. Die Urkunden belegen aber, dass seine Werkstatt in Ulm außerordentlich florierte. Er erreichte einen steilen sozialen Aufstieg: Spitalpfleger, Münsterpfleger, 1496 und 1497 im Stadtrat, Zunftmeister der Lukasgilde. Der Ulmer Maler Bartholomäus Zeitblom war sein Schwiegersohn, mit dem er zusammen arbeitete, und in seiner Werkstatt malte auch der junge Bernhard Strigel.
Eine Kontinuität der um 1455/60 in Ulm tätigen Werkstatt, die die Sterzinger Altarflügel schuf, über Schüchlin zu seinem Schwiegersohn Zeitblom wird auch nahegelegt durch die Verwendung derselben Hilfsmittel, zum Beispiel der Mode zur Aufbringung von Preßbrokat.
Das Fehlen von sicher Schüchlin zuschreibbaren Bildern wird dadurch erklärt, dass er angesichts seiner politischen Ämter die praktische Arbeit häufig seinen Mitarbeitern überließ. Man kann annehmen, dass viele Bilder der Ulmer Schule, die zurzeit keinem konkreten Maler zuzuordnen sind, durch ihn und seine Werkstatt entstanden sind.

## Werke
- Gesichert:

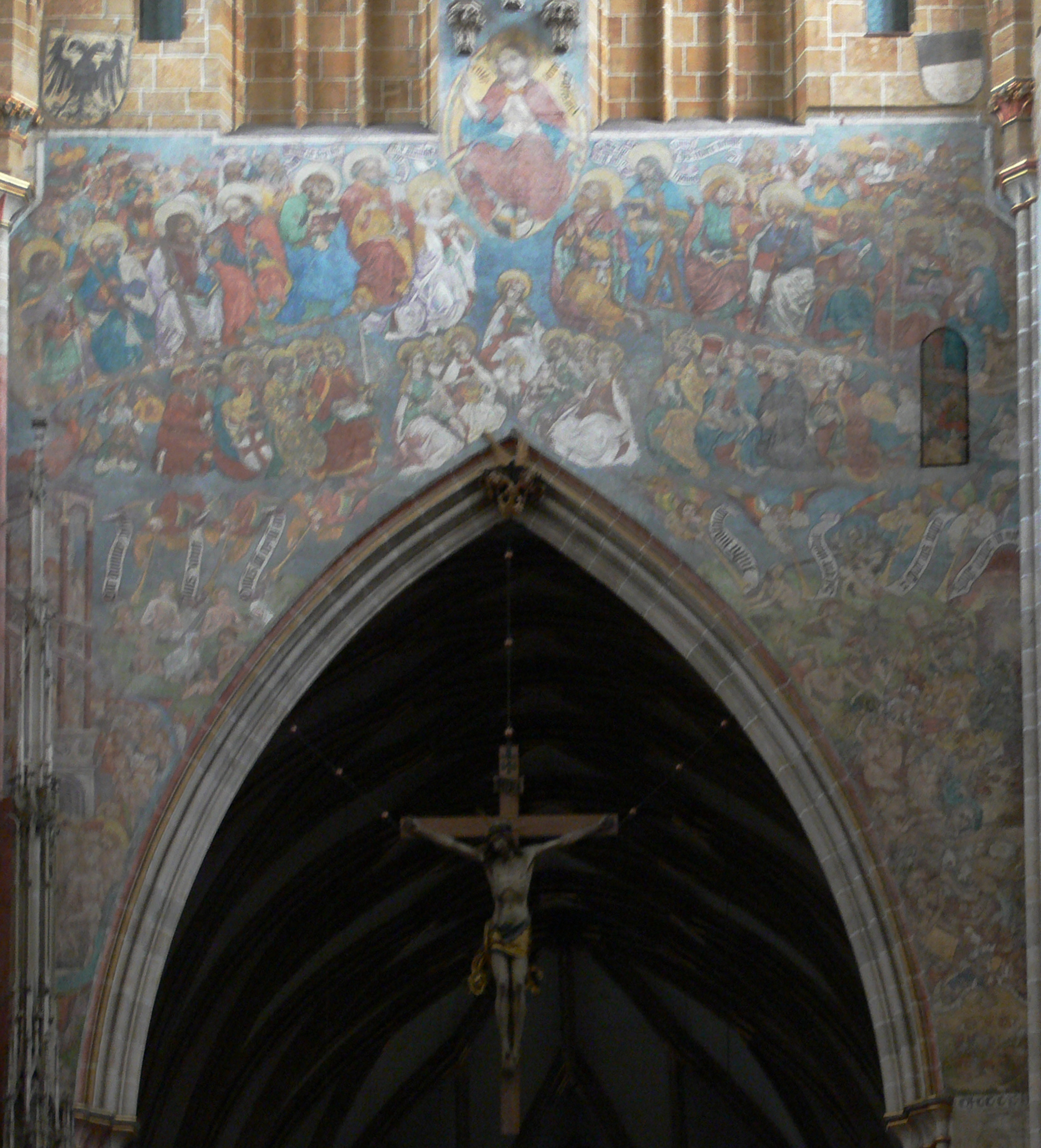
Weltgericht im Ulmer Münster (1471)

  - 1469 gemalte Flügel des Tiefenbronner Hochaltars; Außenflügel: vier Szenen der Freuden Mariens, Innenflügel: vier Passionsszenen.

- Zuschreibung weitgehend anerkannt:
  - 1479 Bildnis eines Ehepaars, München, Bayerisches Nationalmuseum
  - Um 1480 Kreuztragung und Kreuzanheftung, seit 2003 Coburg, früher Sammlung Schäfer, Schweinfurt
  - Hl. Barbara, Prag, Nationalgalerie

- Zuschreibung wird diskutiert:
  - Entwurf für die geschnitzten Teile des Tiefenbronner Hochaltars (Gropp)[3]
  - 1474 Riss des Ulmer Hochaltars, WLM (Zuschreibung: Gropp)[4]
  - 1488 Hausener Retabel, WLM (Zuschreibung: Pfeil)
  - Da seine Werkstatt die führende in Ulm war, liegt nahe, dass sie 1471 das große Wandbild des Weltgerichts am Triumphbogen des Münsters ausführte. Das Werk ist aber so stark übermalt, dass diese Vermutung nicht sicher beurteilt werden kann.
  - Werkstattkooperation für die gemalten Teile des Hochaltars im Kloster Blaubeuren (um 1490–1493/1494) zusammen mit Bartholomäus Zeitblom und Bernhard Strigel.[5]

- Verlorene Werke:
  - Hochaltar der Stadtkirche in Rottenburg von 1474 als Auftrag der Mechthild von der Pfalz (im 17. Jahrhundert zerstört)